# Stanisław Potępa
Stanisław Potępa (ur. 3 marca 1946 w Tarnowie, zm. 19 grudnia 2009 w Tarnowie) – historyk sztuki, badacz dziejów Tarnowa, doktor nauk humanistycznych, autor książek i publikacji, współzałożyciel Tarnowskiego Towarzystwa Kulturalnego.

## Życiorys
Zaliczany jest do znawców historii oraz historii sztuki i architektury Tarnowa, zasłużonych w badaniach i popularyzacji wiedzy o rodzinnym mieście. Rozpoczął nowy etap w historiografii Tarnowa.
W 1964 r. ukończył I Liceum Ogólnokształcące w Tarnowie i rozpoczął studia z zakresu historii sztuki na Uniwersytecie Jagiellońskim w Krakowie. Po ukończeniu studiów w 1969 r. powrócił do Tarnowa i rozpoczął pracę w Muzeum Okręgowym w Tarnowie. W Muzeum pracował do 2002 r., a w latach 1978–1980 był jego dyrektorem.
W 1987 r. obronił doktorat poświęcony życiu i twórczości Rafała Malczewskiego, którego był pierwszym powojennym monografistą. Rozprawa została wydana drukiem.
Był inicjatorem i współzałożycielem Tarnowskiego Towarzystwa Kulturalnego, które powstało w 1990 r. i kontynuowało działalność wydawniczą Towarzystwa Przyjaciół Ziemi Tarnowskiej. Był redaktorem „Rocznika Tarnowskiego”, czasopisma założonego również w 1990 r. i wydawanego przez TTK. Był jednym z opiekunów i znawców Starego Cmentarza w Tarnowie. Był inicjatorem i redaktorem serii wydawniczej „Tarnów. Wielki Przewodnik” wydawanej od 1994 r. oraz zainicjował wydanie Encyklopedii Tarnowa, która ukazała się w 2010 r. po jego śmierci.
Był również organizatorem wystaw artystycznych, jak również krytykiem sztuki. Sam uprawiał malarstwo i pozostawił dorobek w postaci kilkudziesięciu obrazów, głównie olejnych. Ich tematyką są pejzaże, kwiaty, martwe natury czy portrety. Pośmiertna wystawa jego twórczości miała miejsce w Galerii Piwnica Muzeum Okręgowego w Tarnowie na przełomie 2011 i 2012 roku. Wernisaż odbył się 19 grudnia 2011 r. w cyklu Tarnowscy Artyści w Galerii Muzealnej pt. „Pamiętamy”.
Pochowany został na Starym Cmentarzu w Tarnowie (sektor III, rząd I, grób 87).

## Publikacje
Autor (wybór):
- Fiakrem po Tarnowie, wyd. 5 zmienione, Kraków 2014, ISBN 978-83-7267-615-3.
- Tarnów w dawnych rysunkach i obrazach, Tarnów 2007, ISBN 978-83-87366-85-8.
- Z życia półświatka, Tarnów 2007, ISBN 978-83-87366-88-9.
- Rafał Malczewski, Tarnów 2006, ISBN 83-87366-80-3.
- Cmentarz Stary na Zabłociu w Tarnowie, t. 1. Historia, Tarnów 2001, ISBN 83-87366-45-5.
- Fiakrem po Tarnowie. Około 1900 roku, wyd. 4, Tarnów 1999.
- Złota era Tarnowa. Architektura i budownictwo w Tarnowie na przełomie XIX I XX w., Tarnów 1998, ISBN 83-903450-2-1.
- Cmentarz Stary w Tarnowie. Przewodnik, Tarnów 1992 [współautorzy: Antoni Sypek, Marek Trusz].
- Czapliński Konarad, Tarnów [album], [zdjęcia, projekt graf., scenariusz: Konrad Czapliński, tekst: Stanisław Potępa, tłum. na jęz.ang.: Bogna Piotrowska], Warszawa 1991, ISBN 83-223-2492-8.
- Przed wojną w Tarnowie, t. 1-3, Tarnów 1990.
- Paulina Chrzanowska (1910-1988), Tarnów 1989.
- Tarnów międzywojenny – kronika 1918-1939, Tarnów 1988.
- Cmentarz Stary na Zabłociu w Tarnowie, Tarnów 1986.
- Czterej królowie, Tarnów 1982.
- Park miejski w Tarnowie. Rys historyczny, Tarnów 1980.
- Tarnowscy artyści, fot. Janusz Kozłowski, Tarnów 1980.
- Tarnów pod zaborem austriackim, Tarnów 1975 [współautor: Bronisław Jaśkiewicz].

Tarnów Wielki przewodnik
- tom 1, Stare Miasto, 1994 ISBN 83-901529-1-6
- tom 2. Stare Miasto, 1995 ISBN 83-901529-5-9
- tom 3. Zamieście i Burek, 1996 ISBN 83-903450-1-3
- tom 4. Zawale, 1997 ISBN 83-903450-7-2
- tom 5. Zawale, 1998 ISBN 83-97366-11-0
- tom 6. Zawale, 1998 ISBN 83-87366-21-8
- tom 7. Zawale, 2000 ISBN 83-87366-31-0
- tom 8. Zawale, 2001 ISBN 83-87366-42-0
- tom 9. Zawale, 2002 ISBN 83-87366-21-8
- tom 10. Zawale, 2003 ISBN 83-87366-64-1
- tom 11. Zawale, 2004 ISBN 83-87366-73-0
- tom 12. Zawale, 2005 ISBN 83-87366-78-1
- tom 13. Pogwizdów, 2006 ISBN 83-87366-75-7
- tom 14. Grabówka, 2006 ISBN 83-87366-81-1
- tom 15. Grabówka, 2007 ISBN 83-87366-86-5
- tom 16. Rzędzin, 2007 ISBN 83-87366-87-2
- tom 17. Gumniska, 2008 ISBN 978-83-87366-90-2
- tom 18. Zabłocie, 2008 ISBN 978-83-87366-93-3
- tom 19. Strusina, 2009 ISBN 978-83-87366-91-9
- tom 20. Strusina, 2009 ISBN 978-83-929338-0-9

Redakcje i opracowania (wybór):
- numery czasopisma popularnonaukowego „Rocznik Tarnowski”
- Hrabstwo Tarnowskie Sanguszków. Studia i materiały źródłowe, cz. 1, red. Stanisław Potępa, Marek Popiel, Tarnów 2001, ISBN 83-87366-41-2.
- Remian Kazimierz, Tarnowscy żołnierze września, opr. Stanisław Potępa, Marek Popiel, Tarnów 2001, ISBN 83-87366-32-3.
- Co zostało z tarnowskiego sportu, red. Stanisław Potępa, Tarnów 1994, ISBN 83-901529-0-8.
- Żychowska Maria, Jerzy Braun 1901-1975. Harcerz, poeta, filozof, publicysta, mąż stanu, opr. graf. Stanisław Potępa, Tarnów 1993.
- Morawczyński Marian, Rzeź 1846 r. Dębica, Pilzno, Tarnów i okolice, red. Stanisław Potępa, Antoni Sypek, Tarnów 1992.
- Wróbel Stanisław, Zbrodnie straszliwe w dawnym Tarnowie, czyli Pitaval z XVII i XVIII w., red. Stanisław Potępa, Wiesław Mara, Tarnów 1992.
- Zagłada tarnowskich Żydów, red. i opr. Aleksandra Pietrzykowa, Stanisław Potępa, tłum. z jidysz Aleksander Pakentreger, Tarnów 1990.
- Księga tarnowskich wspomnień, red. Stanisław Potępa, Tarnów 1989.
- Tarnowskie drogi niepodległości. Materiały Sesji PopularnoNaukowej, red. Stanisław Potępa, Tarnów 1989.
- Zakliczyn i okolice, red. Stanisław Potępa, opr. Franciszek Beczwarzyk, Zakliczyn 1983; Tarnów 1989.
- Madeyski Jerzy, Chromy – Tarnowskie Drzwi Spiżowe, Pomnik Męczeństwa Narodów, red. Stanisław Potępa; fot. Konrad K. Pollesch, Tarnów 1987.
- Tarnów: wybór tekstów, wybrał, wstępem i notami biogr. opatrzył Stanisław Potępa, Tarnów 1987.
- Tarnoviana, red. Stanisław Potępa, fot. Wojciech Dudziak, Adam Bartosz, Tarnów 1985.
- Tarnów pod zaborem austriackim. Kronika 1772-1918, opr. Stanisław Potępa, Tarnów 1985.
- Maniak, Henryk Jan, Opieka medyczna w okupowanym Tarnowie (Tarnowscy lekarze w ruchu oporu), red. Stanisław Potępa, Tarnów 1982.
- Materiały do dziejów ruchu robotniczego na Ziemi Tarnowskiej, red. Stanisław Potępa, Tarnów 1982.
- Leo Andrzej, Dwór w Dołędze. Informator, red. Stanisław Potępa, Tarnów 1981.
- Nowak Józef, Zarys historii I Liceum Ogólnokształcącego im. K. Brodzińskiego w Tarnowie, red. Stanisław Potępa, Tarnów 1981.
- Muzeum Okręgowe w Tarnowie. Dzieje i zbiory, red. Stanisław Potępa, Tarnów 1979.
- 100-lecie Banku Spółdzielczego w Pilźnie, Pilzno-Tarnów 1978.
- Strajk chłopski w roku 1937, na terenie małopolski. Wystawa w BWA w Tarnowie 13 IX – 5 X 1977 r., opr. Stanisław Potępa, Tarnów 1977.
- Park miejski w Tarnowie zwany Ogrodem Strzeleckim, praca zbiorowa pod red. Stanisława Potępy, Tarnów 1976.

## We wspomnieniach
Kazimierz Bańburski o Stanisławie Potępie:
To ostatni tarnowianin, którego życie przypominało miniony już dawno świat Przybyszewskiego i dziewiętnastowiecznej bohemy. Cyganerii spod znaku „Zielonego Balonika” czy tarnowskiej „Zielonej Szpilki”. Z chwilą Jego odejścia, odeszła też w przeszłość w Tarnowie pewna epoka w kulturze. Epoka, której był on nieodrodnym dzieckiem. Było to życie barwne i tragiczne zarazem.
Antoni Sypek o Stanisławie Potępie:
Staszek ukochał Tarnów, nie ruszał się z tego miasta nigdzie. W swoim gabineciku w Muzeum Okręgowym pracował od zakończenia studiów. Stawał się postacią legendarną, czasem nawet skandalizującą. Ale to wszystko ubarwiało jego postać. Przyjdzie czas, że będą o nim pisać prace i wtedy młode pokolenie pozna dokładnie życie i twórczość Staszka.